# تارسیا
تارسیا (به ایتالیایی: Tarsia) یک کومونه در ایتالیا است که در استان کزنتزا واقع شده‌است.

## خصوصیات
تارسیا ۴۹٫۳۵ کیلومترمربع مساحت و ۲٬۲۷۲ نفر جمعیت دارد و ۱۹۲ متر بالاتر از سطح دریا واقع شده‌است.